# Mosche Arad

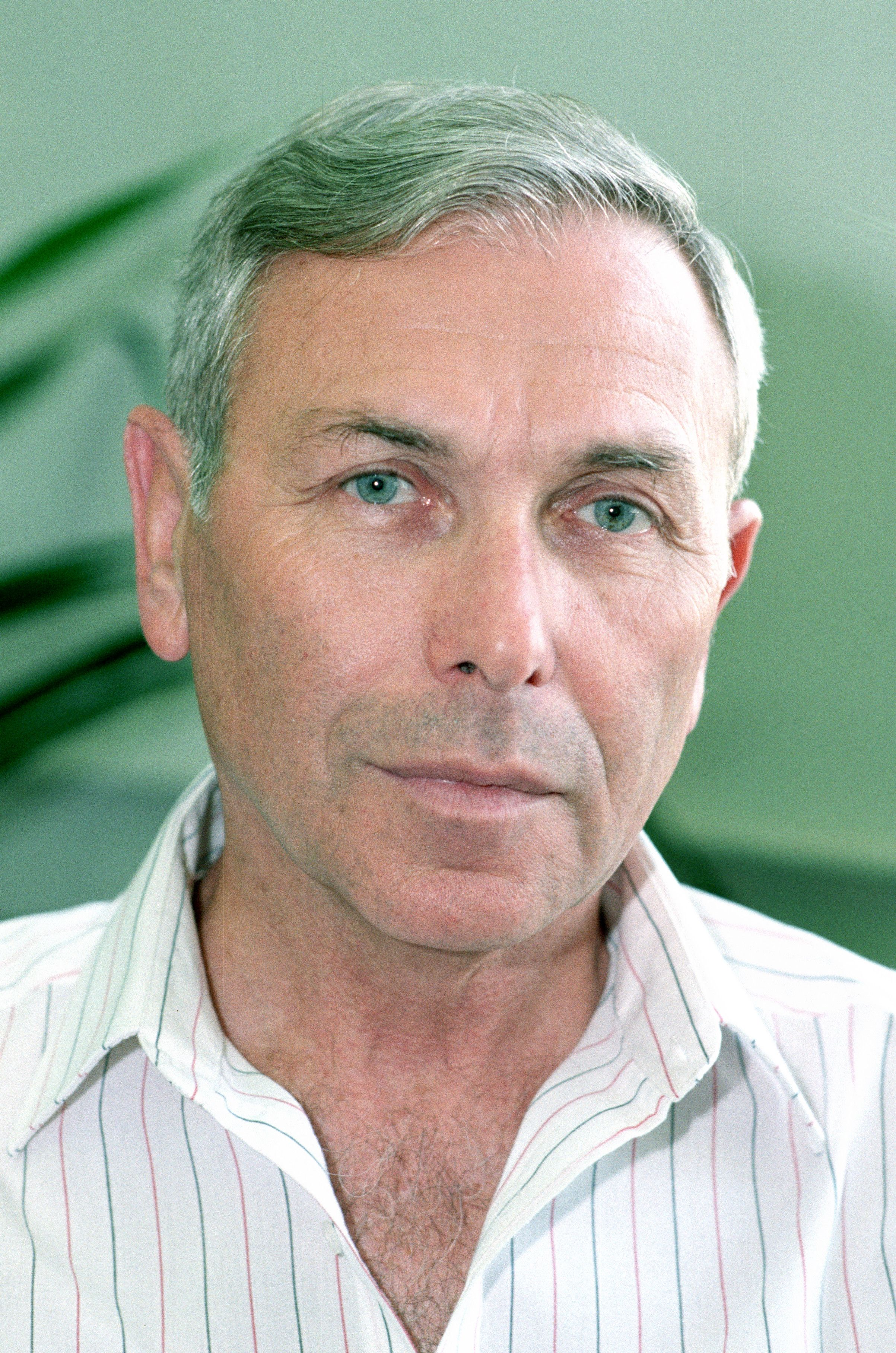
Mosche Arad

Mosche Arad (* 15. August 1934 im Königreich Rumänien; † Oktober 2019) war ein israelischer Diplomat.

## Leben
Arad immigrierte 1950 nach Israel. Nachdem er von 1953 bis 1956 in der israelischen Armee diente, studierte er von 1956 bis 1962 an der Hebräischen Universität Jerusalem und erhielt dort einen Bachelor in Politikwissenschaft und Internationale Beziehungen, sowie einen Bachelor of Laws an der juristischen Fakultät der Universität.
Ab 1962 wurde Arad im israelischen Außenministerium tätig. Unter anderem war er von 1983 bis 1987 der israelische Botschafter in Mexiko und von 1987 bis 1990 der israelische Botschafter in den Vereinigten Staaten.
Sein Sohn Michael Arad ist ein israelischer Architekt, der vor allem für seine Beteiligung am World Trade Center Memorial bekannt ist.